# Vladimir Petsjerin

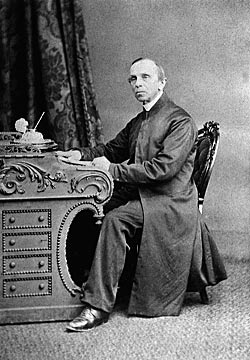
Fr.Vladimir Petsjerin

Vladimir Sergevitsj Petsjerin (Russisch: Владимир Сергеевич Печерин) (Dimerka (nu Verenigde Dimerka, (oblast Kiev), 27 juli 1807- Dublin, 29 april 1885) was een Russisch politiek denker, schrijver en dichter.

## Leven en werk
Petsjerin studeerde klassieke talen en werd hoogleraar in de Griekse talen te Moskou. In deze tijd ontwikkelde hij ook als veelbelovend dichter, maar ook tot activist. Aangetrokken door het utopisch socialisme vertrok hij in 1836 vooral om avontuurlijke- maar volgens hemzelf ook politieke redenen naar het Westen, in eerste instantie België. In 1840 bekeerde hij zich tot het Katholicisme en sloot zich aan als monnik bij de Orde der Redemptoristen. Hij zwierf vervolgens een tijdlang door Europa en trad uiteindelijk toe in een klooster nabij Londen. 
Na twintig jaar in een klooster te hebben geleefd verliet Petsjerin de orde der Redemptoristen en werd voor de laatste 23 jaar van zijn leven kapelaan in een ziekenhuis te Dublin. In deze tijd schreef hij ook zijn beroemde memoires “Van over het graf” (in Nederland verschenen in de reeks Privé-Domein). Deze memoires geven een prachtig tijdsbeeld van het Russische intellectuele denken in de jaren tussen 1860 en 1870, maar ook een prachtig en ongepolijst levensverslag. In heftig geschreven fragmenten komen we in dit boek tal van intrigerende revolutionaire activisten van de tweede garnituur tegen, alsook oplichters en avonturiers, kleine burgers, proletariërs en verknipte monniken.
De memoires van Petsjerin vonden in Nederland een groot pleitbezorger in Karel van het Reve, die aan Petsjerin een apart hoofdstuk wijdde in zijn “Geschiedenis van de Russische Literatuur”.
Petsjerin overleed in Dublin op 29 april 1885.